# Station Łódź Uniwersytet
Station Łódź Uniwersytet was een spoorwegstation in de Poolse plaats Łódź. Dit station was vermoedelijk niet in gebruik voor personenvervoer, maar wel voor goederenvervoer. Het station werd in 1970 geopend en in 1989 gesloten.
0: Łódź Widzew ·
3: Łódź Stoki ·
4: Łódź Uniwersytet ·
6: Łódź Marysin ·
7: Łódź Radogoszcz ·
9: Łódź Arturówek ·
14: Zgierz ·
16: Zgierz Jaracza ·
18: Zgierz Północ ·
21: Zgierz Kontrewers ·
25: Grotniki ·
31: Chociszew ·
34: Ozorków Nowe Miasto ·
36: Ozorków ·
42: Sierpów ·
46: Łęczyca ·
54: Gawrony ·
60: Witonia ·
71: Kutno